# Gare de Haute-Flône
La gare de Haute-Flône est une gare ferroviaire de la ligne 125, de Liège à Namur, située à Flône sur le territoire de la commune d'Amay, en Région wallonne, dans la province de Liège.
C'est une halte ferroviaire de la Société nationale des chemins de fer belges (SNCB) desservie par des trains omnibus (L) et d'heure de pointe (P).

## Situation ferroviaire
Établie à 71 m d'altitude, la gare de Haute-Flône est située au point kilométrique (PK) 21,2 de la ligne 125, de Liège à Namur, entre les gares ouvertes d'Engis et d'Amay.

## Histoire
Le point d'arrêt de Haute-Flône est mis en service en 1885 par la Compagnie du Nord - Belge. Les trains ne s'y arrêtent plus entre 1914 à 1919 ainsi que de 1940 à 1943. 

## Service des voyageurs

### Accueil
Halte SNCB, c'est un point d'arrêt non géré (PANG) à accès libre.

### Dessertes
Haute-Flône est desservie par des trains Omnibus (L) et d'heure de pointe (P) de la SNCB qui effectuent des missions entre Liège-Guillemins et Namur (voir brochure de la ligne 125).
- en semaine, la desserte comprend un train L par heure dans chaque sens ;
- le week-end et les jours fériés ne circule qu'un train L toutes les deux heures.

Il existe également quelques trains supplémentaires (P) en semaine aux heures de pointe :
- un train P, le matin, reliant Statte à Liège-Guillemins ;
- deux autres (un le matin et un l'après-midi) reliant Liège-Guillemins à Huy ;
- un train P, l'après-midi, relie Huy à Liège-Guillemins.

### Intermodalité
Le stationnement des véhicules est difficile à proximité.

## Comptage voyageurs
Le graphique et le tableau montrent le nombre de passagers qui en moyenne embarquent durant la semaine, le samedi et le dimanche.
| Nombre de voyageurs qui embarquent à la gare de Haute-Flône | Nombre de voyageurs qui embarquent à la gare de Haute-Flône | Nombre de voyageurs qui embarquent à la gare de Haute-Flône | Nombre de voyageurs qui embarquent à la gare de Haute-Flône |
|                                                             | Semaine                                                     | Samedi                                                      | Dimanche                                                    |
| ----------------------------------------------------------- | ----------------------------------------------------------- | ----------------------------------------------------------- | ----------------------------------------------------------- |
| 1977                                                        | 132                                                         | 22                                                          | 9                                                           |
| 1978                                                        | 114                                                         | 21                                                          | 20                                                          |
| 1979                                                        | 114                                                         | 45                                                          | 18                                                          |
| 1980                                                        | 117                                                         | 49                                                          | 15                                                          |
| 1981                                                        | 142                                                         | 28                                                          | 16                                                          |
| 1982                                                        | 144                                                         | 25                                                          | 14                                                          |
| 1983                                                        | 155                                                         | 32                                                          | 19                                                          |
| 1984                                                        | 121                                                         | 36                                                          | 26                                                          |
| 1985                                                        | 152                                                         | 21                                                          | 20                                                          |
| 1986                                                        | 163                                                         | 38                                                          | 37                                                          |
| 1987                                                        | 165                                                         | 41                                                          | 21                                                          |
| 1988                                                        | 156                                                         | 38                                                          | 22                                                          |
| 1989                                                        | 157                                                         | 34                                                          | 24                                                          |
| 1990                                                        | 135                                                         | 24                                                          | 18                                                          |
| 1991                                                        | 155                                                         | 39                                                          | 22                                                          |
| 1992                                                        | 173                                                         | 37                                                          | 29                                                          |
| 1993                                                        | 177                                                         | 42                                                          | 23                                                          |
| 1994                                                        | 165                                                         | 28                                                          | 11                                                          |
| 1995                                                        | 152                                                         | 26                                                          | 19                                                          |
| 1996                                                        | 178                                                         | 18                                                          | 15                                                          |
| 1997                                                        | 162                                                         | 19                                                          | 14                                                          |
| 1998                                                        | 159                                                         | 26                                                          | 8                                                           |
| 1999                                                        | 167                                                         | 22                                                          | 16                                                          |
| 2000                                                        | 230                                                         | 28                                                          | 30                                                          |
| 2001                                                        | 149                                                         | 20                                                          | 16                                                          |
| 2002                                                        | 153                                                         | 28                                                          | 14                                                          |
| 2003                                                        | 147                                                         | 13                                                          | 8                                                           |
| 2004                                                        | 120                                                         | 22                                                          | 12                                                          |
| 2005                                                        | 147                                                         | 22                                                          | 14                                                          |
| 2006                                                        | 192                                                         | 21                                                          | 10                                                          |
| 2007                                                        | 155                                                         | 26                                                          | 17                                                          |
| 2008                                                        | -                                                           | -                                                           | -                                                           |
| 2009                                                        | 156                                                         | 22                                                          | 8                                                           |
| 2010                                                        | -                                                           | -                                                           | -                                                           |
| 2011                                                        | -                                                           | -                                                           | -                                                           |
| 2012                                                        | 176                                                         | 13                                                          | 10                                                          |
| 2013                                                        | 178                                                         | 15                                                          | 16                                                          |
| 2014                                                        | 118                                                         | 13                                                          | 10                                                          |
| 2015                                                        | 153                                                         | -                                                           | -                                                           |
| 2016                                                        | 115                                                         | 11                                                          | 7                                                           |
| 2017                                                        | 119                                                         | 12                                                          | 21                                                          |
| 2018                                                        | 95                                                          | 15                                                          | 13                                                          |
| 2019                                                        | 99                                                          | 26                                                          | 13                                                          |
| 2020                                                        | 68                                                          | 17                                                          | 7                                                           |
| 2021                                                        | -                                                           | -                                                           | -                                                           |
| 2022                                                        | 184                                                         | 74                                                          | 28                                                          |
| 2023                                                        | 139                                                         | 32                                                          | 23                                                          |
| 2024                                                        | 137                                                         | 60                                                          | 33                                                          |